# L'Alqueria d'Asnar
L'Alqueria d'Asnar, antigament també coneguda pel Ràfol Blanc, és una població del País Valencià, a la comarca del Comtat.

## Geografia
Ubicada sobre la vora dreta del riu Serpis, que travessa la població de part a part, en plena plana de Muro. Hi ha el bosc de llidoners més extens del País Valencià. El Serpis, vorejat de xoperes, aporta paratges com ara el Terrer, on aprofitant els jardins de l'antiga fàbrica de paper s'ha instal·lat l'àrea recreativa del Tàlveg de sant Ramon. El seu terme té 0,7 km².

## Història
D'origen musulmà. El lloc pertanyé a la família Ferris en el segle xvi, per la qual cosa apareix en la documentació existent amb el nom d'Alqueria de Ferris. La població l'any 1609 estava integrada per 14 famílies de moriscos, uns 63 habitants. L'any 1626 va rebre una tardana carta pobla atorgada per Josep Aznar, qui en 1697 va vendre el senyoriu al comte de Cocentaina, Francesc de Benavides Roiç de Corella. En 1697 el comte va signar amb els veïns de l'alqueria (llavors coneguda amb el nom de Benavides) una concòrdia que modifica els termes de la carta pobla del 1626.

## Economia
La seua història econòmica ha estat lligada, durant els darrers cent anys, a l'empresa Papeleras Reunidas, fabricant del paper de fumar Bambú, que va portar un augment poblacional. Ha estat durant alguns anys de la dècada dels 80 tancada i abandonada, i al reobert polígon industrial s'hi fabrica, entre altres coses, paper reciclat i paper fet a mà de manera artesanal. La importància de la fàbrica va ser tal, que el quarter de la Guàrdia Civil que li pertocava a la veïna població de Muro es va situar a l'Alqueria fins al recent trasllat de mitjans la dècada dels 90.

## Demografia
L'Alqueria d'Asnar té 512 habitants (INE 2013). Cal destacar que l'Alqueria d'Asnar té la densitat de població més alta de la comarca del Comtat.
| 1860 | 1900 | 1910 | 1920 | 1930 | 1940 | 1950 | 1960 | 1970 | 1981 | 1991 | 2000 | 2005 | 2006 | 2007 | 2013 |
| ---- | ---- | ---- | ---- | ---- | ---- | ---- | ---- | ---- | ---- | ---- | ---- | ---- | ---- | ---- | ---- |
| 205  | 223  | 221  | 249  | 378  | 439  | 480  | 525  | 527  | 406  | 372  | 418  | 449  | 453  | 455  | 512  |

## Política i govern

### Composició de la Corporació Municipal
El Ple de l'Ajuntament està format per 7 regidors. En les eleccions municipals de 26 de maig de 2019 foren elegits 5 regidors del Partit Socialista del País Valencià (PSPV-PSOE) i 2 del Partit Popular (PP).
| Eleccions municipals de 26 de maig de 2019 - l'Alqueria d'Asnar                                                           |                                          |                                     |                                     |      |          |          |
| Candidatura | Candidatura                              | Candidatura                         | Cap de llista                       | Vots | Vots     | Regidors |
| | Partit Socialista del País Valencià-PSOE |                                     | Francesc Jaume Pascual Pascual      | 196  | 67,82%   | 5 ()     |
| | Partit Popular                           |                                     | Carmina Santamaría Montava          | 84   | 29,07%   | 2 ()     |
| | Vots en blanc                            |                                     |                                     | 9    | 3,11%    |          |
| Total vots vàlids i regidors                                                                                              | Total vots vàlids i regidors             | Total vots vàlids i regidors        | Total vots vàlids i regidors        | 289  | 100 %    | 7        |
| | Vots nuls                                | Vots nuls                           | Vots nuls                           | 18   | 5,86%    |          |
| Participació (vots vàlids més nuls)                                                                                       | Participació (vots vàlids més nuls)      | Participació (vots vàlids més nuls) | Participació (vots vàlids més nuls) | 307  | 79,95%** |          |
| Abstenció | Abstenció                                | Abstenció                           | Abstenció                           | 77*  | 20,05%** |          |
| Total cens electoral | Total cens electoral                     | Total cens electoral                | Total cens electoral                | 384* | 100 %**  |          |
| Alcalde: Francesc Jaume Pascual Pascual (PSPV) (15/06/2019) Per majoria absoluta dels vots dels regidors (5 vots de PSPV) |                                          |                                     |                                     |      |          |          |
| Fonts: JEC, JEZ Alcoi, Periòdic Ara. (* No són vots sinó electors. ** Percentatge respecte del cens electoral.)           |                                          |                                     |                                     |      |          |          |

### Alcaldia
Des de 2023 l'alcalde és Cèsar Palmer Ais, d'Unió Municipalista.
| Període                       | Alcalde o alcaldessa  | Partit polític               | Data de possessió | Observacions |
| ----------------------------- | --------------------- | ---------------------------- | ----------------- | ------------ |
| 1979–1983                     | Jaume Pascual Pascual | PSPV-PSOE                    | 19/04/1979        | --           |
| 1983–1987                     | Jaume Pascual Pascual | PSPV-PSOE                    | 28/05/1983        | --           |
| 1987–1991                     | Jaume Pascual Pascual | PSPV-PSOE                    | 30/06/1987        | --           |
| 1991–1995                     | Jaume Pascual Pascual | PSPV-PSOE                    | 15/06/1991        | --           |
| 1995–1999                     | Jaume Pascual Pascual | PSPV-PSOE                    | 17/06/1995        | --           |
| 1999–2003                     | Jaume Pascual Pascual | PSPV-PSOE                    | 03/07/1999        | --           |
| 2003–2007                     | Jaume Pascual Pascual | PSPV-PSOE                    | 14/06/2003        | --           |
| 2007–2011                     | Jaume Pascual Pascual | PSPV-PSOE                    | 16/06/2007        | --           |
| 2011–2015                     | Jaume Pascual Pascual | PSPV-PSOE                    | 11/06/2011        | --           |
| 2015–2019                     | Jaume Pascual Pascual | PSPV-PSOE                    | 13/06/2015        | --           |
| 2019-2023                     | Jaume Pascual Pascual | PSPV-PSOE                    | 15/06/2019        | --           |
| Des de 2023                   | Cèsar Palmer Ais      | Compromís Unió Municipalista | 17/06/2023        | --           |
| Fonts: Generalitat Valenciana |                       |                              |                   |              |

### Evolució
L'evolució en el repartiment dels regidors per partits polítics des de les eleccions municipals de 1979 és la següent: 
| Evolució del nombre de regidors per candidatura |      |      |      |      |      |      |      |      |      |      |      |      |
| Candidatura / Any                               | 1979 | 1983 | 1987 | 1991 | 1995 | 1999 | 2003 | 2007 | 2011 | 2015 | 2019 | 2023 |
| PSPV-PSOE                                       | 2    | 5    | 5    | 4    | 5    | 4    | 5    | 6    | 5    | 5    | 5    | 3    |
| AP - PP                                         | -    | 1    | -    | 2    | 2    | 3    | 2    | 1    | 2    | 2    | 2    | 2    |
| PCPV - EU                                       | 2    | 1    | 2    | 1    | -    | -    | -    | -    | -    | -    | -    | -    |
| UCD                                             | 3    | -    | -    | -    | -    | -    | -    | -    | -    | -    | -    | -    |
| Compromís                                       | -    | -    | -    | -    | -    | -    | -    | -    | -    | -    | -    | 2    |
| TOTAL                                           | 7    | 7    | 7    | 7    | 7    | 7    | 7    | 7    | 7    | 7    | 7    | 7    |

## Gastronomia
De la gastronomia es pot destacar la mel, l'olla i entre els embotits la poltrota, una espècie de botifarra seca negra i rodona.

## Edificis d'interès

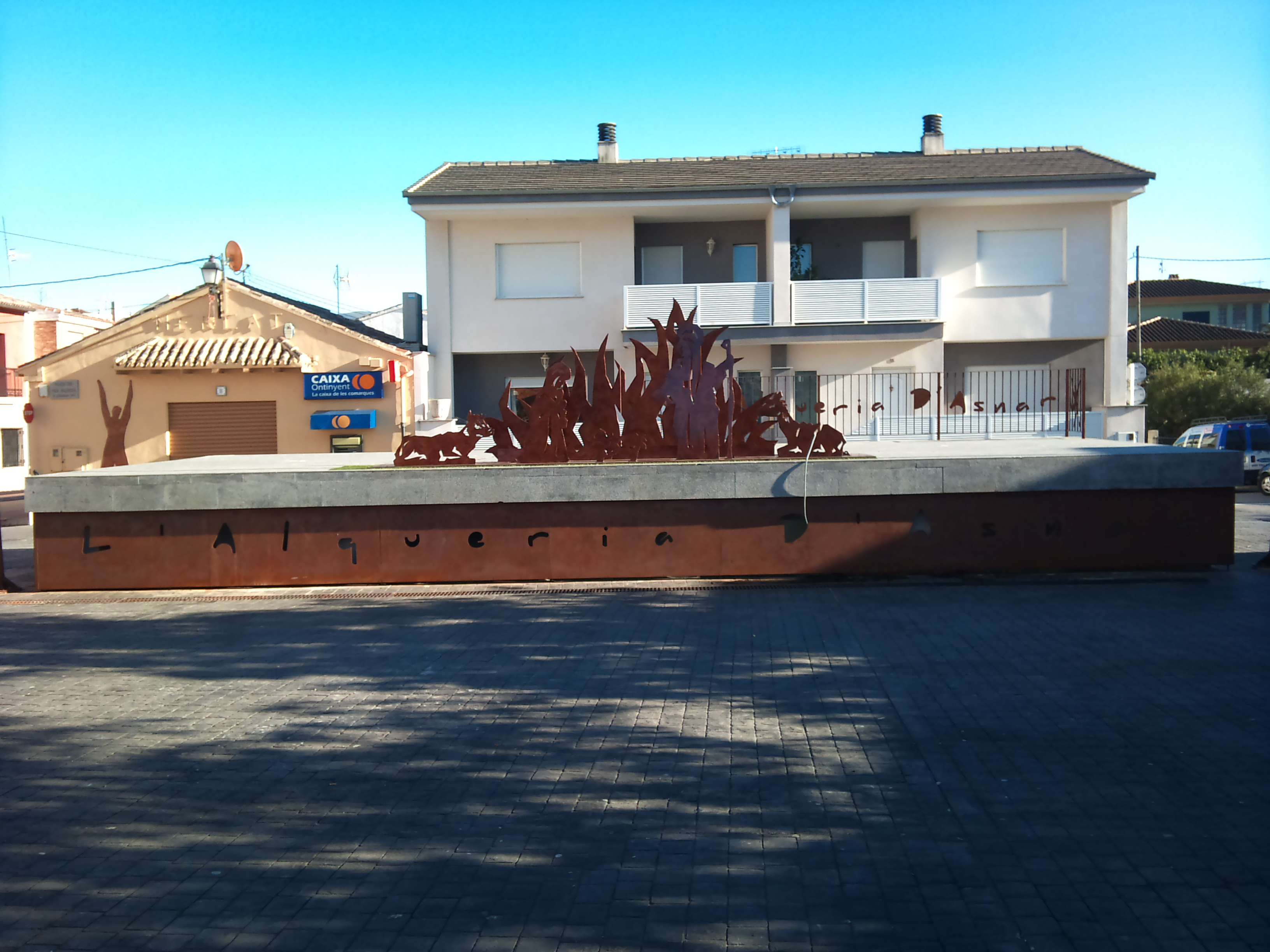
La Plaça del País Valencià amb la decoració nadalenca i el mercat al fons.

L'únic monument ressenyable és l'església de Sant Miquel, que té un campanar curiós pel fet d'estar fet de rajoletes, al qual se li atribuïx una influència gaudiniana. L'antiga fàbrica de paper, reconvertida en polígon industrial multiusos, dona testimoni de l'època industrial.

## Festes
El dia del Corpus s'hi fan als carrers catifes de colors amb serrill, papers i flors, que donen gran colorit al poble. Per sant Miquel s'hi celebren Moros i Cristians amb correfocs.
De l'Alqueria d'Asnar són la colla Dimonis Rafolins i el grup de dolçainers i tabaleters El Marell.